# 9 settembre
Il 9 settembre è il 252º giorno del calendario gregoriano (il 253º negli anni bisestili). Mancano 113 giorni alla fine dell'anno.

## Eventi
- 9 – Inizia la battaglia della foresta di Teutoburgo, in cui i romani, al comando di Varo, sono sconfitti da una coalizione di popoli germanici guidata da Arminio.
- 337 – I figli dell'imperatore romano Costantino I — Costantino II, Costanzo II e Costante I — vengono incoronati augusti e, dopo la purga che ha colpito gli altri membri maschili della dinastia costantiniana, regnano insieme.
- 533 – Un esercito romano di quindicimila uomini al comando di Belisario attracca a Caput Vada (attuale Tunisia) e marcia alla conquista di Cartagine, occupata dai Vandali.
- 999 – Nella battaglia di Svolder re Olaf I di Norvegia viene sconfitto in mare dalla flotta di una coalizione composta da Danimarca, Svezia e dal Jarl di Lade.
- 1349 – Forte terremoto nell'Appennino abruzzese che causa ingenti danni e molte vittime.
- 1493 – Nella battaglia di Corbavia l'esercito croato-ungherese del bano Mirko Derenčin subisce una pesante sconfitta da parte dell'Impero ottomano.
- 1513 – Nella battaglia di Flodden Field Giacomo IV di Scozia viene sconfitto.
- 1739 – Scoppia nelle colonie americane la prima rivolta di schiavi di colore nota come Ribellione di Stono.
- 1776 – Il Congresso continentale dà ufficialmente il nome di "Stati Uniti d'America" al nuovo Stato.
- 1801 – Lo zar Alessandro I conferma i privilegi dei Governatorati baltici.
- 1839 – John Herschel scatta la prima fotografia su lastra di vetro.
- 1850 – La California viene ammessa come 35º Stato degli USA.
- 1863 – Guerra di secessione americana: l'esercito unionista entra a Chattanooga (Indiana).
- 1867 – Il Lussemburgo ottiene l'indipendenza dalla Prussia.
- 1886 – Viene finalizzata la Convenzione di Berna per la protezione delle opere letterarie e artistiche.
- 1923 – Mustafa Kemal Atatürk fonda il Partito Popolare Repubblicano Cumhuriyet Halk Partisi (CHP).
- 1924 – Massacro di Hanapepe: durante uno sciopero dei lavoratori dello zucchero nell'isola hawaiana di Kauai, vengono uccisi sedici dimostranti.
- 1940 – Seconda guerra mondiale: una squadriglia di CANT Z.1007 della Regia Aeronautica bombarda la città di Tel Aviv.
- 1942 – Seconda guerra mondiale: un idrovolante giapponese sgancia una bomba incendiaria sull'Oregon.
- 1943.
  - Seconda guerra mondiale: gli Alleati sbarcano a Salerno e a Taranto.
  - Seconda guerra mondiale, Scontro di Bastia: la torpediniera Aliseo, comandata da Carlo Fecia di Cossato, affronta 11 imbarcazioni tedesche (due cacciasommergibili, cinque motozattere, una motobarca e due piroscafi armati), affondandone nove e catturandone due
  - Viene costituito il Comitato di Liberazione Nazionale.
- 1944 – Seconda guerra mondiale: l'Unione Sovietica invade la Bulgaria
- 1947 – L'ammiraglio e informatica Grace Murray Hopper scopre il primo bug.
- 1948 – Viene creata la Repubblica Popolare Democratica di Corea.
- 1956 – Elvis Presley appare per la prima volta al The Ed Sullivan Show.
- 1966 - Strage di Malga Sasso
- 1971 – Scoppia la Rivolta della prigione di Attica, sedata il 13 settembre: le vittime saranno 42.
- 1975 – Viene lanciata la sonda Viking 2.
- 1976 - L'Organizzazione per la Liberazione della Palestina (OLP) aderisce alla Lega araba.
- 1991 – Il Tagikistan dichiara l'indipendenza dall'Unione Sovietica.
- 1993 – L'OLP riconosce il diritto di Israele all'esistenza in pace e sicurezza.
- 1999 – La Dichiarazione di Sirte è il primo atto formale che decreta la nascita dell'Unione africana.
- 2001 – Ahmad Shah Massoud viene mortalmente ferito in un attentato suicida compiuto da agenti di Al Qaida.
- 2004 – L'ambasciata australiana di Giacarta viene presa d'assalto da un attentato dinamitardo che uccide dieci persone.
- 2015 – Con 23226 giorni di regno (63 anni, sette mesi e tre giorni), Elisabetta II eguaglia il primato della sua trisavola Vittoria; il suo regno durerà ancora altri sette anni fino alla morte nel 2022 e sarà il più lungo di tutta la storia britannica e il più lungo in assoluto di una regina.

## Nati
Ci sono circa 1 200 voci su persone nate il 9 settembre; vedi la pagina Nati il 9 settembre per un elenco descrittivo o la categoria Nati il 9 settembre per un indice alfabetico.

## Morti
Ci sono circa 520 voci su persone morte il 9 settembre; vedi la pagina Morti il 9 settembre per un elenco descrittivo o la categoria Morti il 9 settembre per un indice alfabetico.

## Feste e ricorrenze

### Civili
Nazionali:
- Corea del Nord – Festa nazionale
- Tagikistan – Giorno dell'Indipendenza

### Religiose
Cristianesimo: 
- San Pietro Claver, sacerdote
- San Ciarán di Clonmacnoise, vescovo
- Beate Vergine Maria di Casaluce, patrona della Città e Diocesi di Aversa
- Santi Giacinto, Alessandro e Tiburzio, martiri in Sabina
- San Gorgonio di Roma, martire
- Beato Francisco Gárate, professo gesuita
- Beato Giorgio Douglas, martire
- Beato Jacques-Désiré Laval, sacerdote
- Beata Maria Eutimia Üffing, vergine
- Beate Maria della Resurrezione, Maria della Colonna e Clemenza della SS. Trinità, mercedarie
- Beata Maria de la Cabeza (Maria de la Cabeza), moglie di sant'Isidoro l'Agricoltore
- Beato Pierre Bonhomme, fondatore delle Suore di Nostra Signora del Calvario